# Historiskt presens
Historiskt presens, även kallat praesens historicum från latin, är en grammatisk term för ett tempus (tidsform), som beskriver tidigare skeenden som nutida händelser. Historiskt presens anses kunna levandegöra en beskrivning, samtidigt som det ger ett mindre sakligt och mer subjektivt intryck.
I berättande stil används ibland dramatiskt presens omväxlande med preteritum (dåtidsformer), för att markera ett intensivare och mer dramatiskt skeende. I berättelsens början används då preteritum, men författaren byter till presens i vissa partier för att få fram en ökad känsla av spänning, och återgår till preteritum när situationen åter är lugnare. För bästa litterära effekt anses det lämpligt att använda dramatiskt presens sparsamt.

## Exempel
I Svenska Akademiens grammatik pekar författarna på några användningsområden för historiskt presens:
- Skildringar av historiska förlopp, till exempel: Året är 1628 och regalskeppet går av stapeln. Riggad och klar avseglar hon från Stockholms hamn. Varken besättning eller de tusentals åskådare som kantar Stockholms stränder anar något om den annalkande katastrofen.
- Tabellariska översikter:
  - 1492 Christofer Columbus avseglar till Amerika
- Muntligt berättande: "Tog upp en kalkon som det stod minikalkon på. Kycklingarna är så här små, kalkonen var så stor. Så ba' "kolla vilken minikalkon så här, visar ju upp den för oss då ba' waaooh ungefär så här." (Ur: Svenska akademiens grammatik. 4. Satser och meningar s. 220)
- Skönlitterär användning: "Wallander försökte se det hela framför sig: någon skjuter två män rakt genom hjärtat" (Ur: Svenska akademiens grammatik. 4. Satser och meningar s. 220)
- I resuméer: "Rolf Lassgård spelar en polis som återflyttar till hembyn."
- Inom sporten: Efter matchen säger tränaren: "vi gör en bra match, spelar bra boll".